# Соколов Віктор Іванович (футболіст, 1931)
Віктор Іванович Соколов (рос. Виктор Иванович Соколов; нар. 1931) — радянський футболіст, нападник.

## Життєпис
У чемпіонаті СРСР виступав за «Шахтар» (Сталіно) в 1956-1959 роках, зіграв 37 матчів. У 1959-1960 роках грав за «Шахтар» (Горлівка).
За даними сайту footballfacts.ru виступав за «Шахтар» (Сталіногорськ) у 1954-1955 роках і за «Хімік» Сєвєродонецьк в 1961-1964 роках. За даними сайту footbook.ru за «Шахтар» грав повний тезка 1930 року народження, а за «Хімік» — Віктор Соколов 1939 року народження.